# Ruinen Thernberg
Die Burg Thernberg in Scheiblingkirchen-Thernberg zählt zu den ältesten Burgen Niederösterreichs, das Schloss Thernberg gehört ebenfalls zu der Herrschaft Thernberg.
Die Ruine der Höhenburg liegt südöstlich des Ortes Thernberg etwas oberhalb der Straße nach Lichtenegg. Das Gelände, das durch die alte Burgmauer und Burg und Schloss umfasst wird, ist stark verwachsen und nicht begehbar, da die Gebäuderuinen einsturzgefährdet sind.

## Geschichte
Im Jahr 1108 wird in einem Gerichtsakt ein Emerich de Terrenberch erwähnt. Auch einen Rapoto von Thernberg findet man im Jahr 1150 in einer Urkunde des Stiftes Reichersberg. 1227 scheint die Burg selbst erstmals auf. Frühere Annahmen, dass die kleine ständig besetzte Burg schon aus dem 11. Jahrhundert stammen könnte, wurden von Forschungen widerlegt. Der Bau dürfte aus dem ersten Viertel des 13. Jahrhunderts stammen. Die Thernberger waren mit den Herren von Pitten verwandt.
Im Jahr 1310 wurde die Burg, die ursprünglich ein freies Eigen von Ulrich und Nikolaus von Thernberg an Herzog Friedrich verkauft.
Im Jahr 1408 wurde der Wiener Bürgermeister Konrad Vorlauf hier gefangen gehalten, bis er nach der Zahlung eines Lösegeldes wieder nach Wien durfte.
Als Lehen erhielt die Burg 1412 Hertnid von Pottendorf. Als die Pottendorfer ausstarben, wurde die Burg neuerlich landesfürstlich und konnte auch wieder verpfändet werden. Um 1510 erhielt die Burg Wolfgang I Thonradl. Auch dem Räuberhauptmann Franz Magusch soll die Burg zeitweise als Unterschlupf gedient haben. Unter Thonradl wurde sie aber wohnlicher ausgestaltet und renoviert. Im Jahr 1587 wurde sie auch als Rückzugsort für die Bevölkerung der Umgebung zugeteilt.
Ohne jemals wirklich ernsthaft angegriffen geworden zu sein, verlor die Burg im 17. Jahrhundert die militärische Bedeutung.
Trotz der Ächtung der Thonradls als Protestanten behielten sie die Burg. Die Ehe des Freiherrn Georg Christoph von Thonradl mit Sidonia Elisabeth blieb kinderlos. So verkaufte die Witwe nach seinem Tod die Burg, die hoch verschuldet war, an Johann Paul von Pleyern im Jahr 1679.
Nur kurz, nämlich von 1707 bis 1712 war Wilhelm Graf Wurmbrand Eigentümer. Von ihm ging das Eigentum an Franz Wilderich von Mensshengen über. Unter ihm wurde die Burg umgebaut und in der Nähe ein barockes Schloss gebaut.
Im Jahr 1791 kaufte Joseph Graf Pergen, dem auch schon die in der Nähe bestehende Burg Seebenstein gehörte, auch Burg und  Schloss Thernberg.
Nach einigen Besitzwechseln erwarb im Jahr 1807 Erzherzog Johann die Herrschaft Thernberg. Johann zog sich hierher zurück, als dieser bei seinem Bruder Franz I. durch seine liberalen Anschauungen in Ungnade fiel. Unter dem Erzherzog wurde das Schloss renoviert, sodass es seine bedeutende Gemäldesammlung aufnehmen konnte, die später den Grundstock des Joanneums in Graz bildete. Daneben wurde auch seine Bibliothek hierher übersiedelt und ein chemisches Labor eingerichtet.
Der große Saal beherbergte Gemälde des Malers Karl Ruß, die die Geschichte der Habsburger darstellten. Rund um das Schloss wurde ein Landschaftsgarten mit Wasserfällen und exotischen Pflanzen angelegt. Der Bergfried der Burg wurde auf eine Aussichtswarte umgebaut.
Aber bereits 1822 zog sich der Erzherzog wieder in die Steiermark zurück. Im Jahr 1828 verkaufte er schließlich die Herrschaft an Fürst Johann I. von und zu Liechtenstein. Im Besitz der Liechtensteiner blieb der Besitz bis in das Jahr 1916, wurde aber nie von ihnen bewohnt. Daher wurde das Schloss neben der Burg, die ohnehin bereits Ruine wurde, mehr und mehr vernachlässigt.
Bis zum Jahr 1938 wurde das Schloss bewohnt. Auch Kinderheim war das Schloss zwischenzeitlich. Nach dem Zweiten Weltkrieg verfiel auch das Schloss zusehends.